# La Perrata
La Perrata (née María Fernández Granados en 1922 à Utrera et morte en 2005 à Lebrija) est une chanteuse de flamenco espagnole.

## Biographie
María Fernández Granados est née à Utrera (Séville) en 1922. Elle est la fille, la sœur et la mère de chanteurs de flamenco. Ils sont, par conséquent, plusieurs générations qui ont fait de la famille des chanteurs de flamenco.
Elle s'est mariée à Bernardo Peña, qu'elle a rencontré à l'âge de 13 ans.
Elle a collaboré à des albums comme des volumes sept, huit, neuf, onze et vingt-deux, à des séries de flamenco, ainsi que des compilations et anthologies sur les grands chanteurs de flamenco.
Elle est décédée d'un cancer le 5 février 2005 dans la ville de Lebrija à 83 ans.

## Discographie
- En familia, el Lebrijano y la Perrata, 2008[2].